# Ятиково
Яти́ково (рос. Ятыково, марій. Аянсола) — присілок у складі Гірськомарійського району Марій Ел, Росія. Входить до складу Мікряковського сільського поселення.

## Населення
Населення — 49 осіб (2010; 56 у 2002).
Національний склад (станом на 2002 рік):
- гірські марійці — 100 %